# Лігонкьо
Лігонкьо, Ліґонкьо (італ. Ligonchio) — колишній муніципалітет в Італії, у регіоні Емілія-Романья,  провінція Реджо-Емілія. З 1 січня 2016 року Лігонкьо є частиною новоствореного муніципалітету Вентассо.
Лігонкьо розташоване на відстані близько 330 км на північний захід від Рима, 85 км на захід від Болоньї, 50 км на південний захід від Реджо-нелль'Емілії.
Населення — 842 особи (2014).
Щорічний фестиваль відбувається 30 листопада. Покровитель — Андрій Первозваний.

## Демографія
Населення за роками:

Станом на 31 грудня 2014 року в муніципалітеті офіційно проживало 50 іноземців з 8 країн, серед них 8 громадян країн Євросоюзу та 10 громадян України.

## Сусідні муніципалітети
- Бузана
- Колланья
- Сіллано-Джункуньяно
- Вілла-Міноццо